# Pheroliodes lordhowensis
Pheroliodes lordhowensis är en kvalsterart som beskrevs av Hunt 1996. Pheroliodes lordhowensis ingår i släktet Pheroliodes och familjen Pheroliodidae. Inga underarter finns listade i Catalogue of Life.